# Azijati Južne Afrike
Azijati Južne Afrike sačinjavaju 2 % stanovništva Južne Afrike i uglavnom su indijskog porijekla, iako postoji manja kineska zajednica. Tzv. "Cape Malajci", koji također -- barem djelomično -- potječu od Azijata su se u doba apartheida klasificirali kao "Obojani", odnosno kao miješana rasa. 